# موجة الحر في الهند وباكستان 2019
من منتصف مايو إلى منتصف يونيو 2019، شهدت الهند وباكستان موجة حر شديدة. كانت واحدة من أكثر موجات الحرارة سخونة وأطولها منذ أن بدأ البلدين في تسجيل تقارير الطقس. حدثت أعلى درجات الحرارة في راجستان، حيث وصلت إلى 50.8 درجة مئوية (123.4 درجة فهرنهايت)، وهو رقم قياسي قريب في الهند، ويفقد الرقم القياسي البالغ 51.0 درجة مئوية (123.8 درجة فهرنهايت) المسجل في عام 2016 بجزء بسيط من الدرجة. اعتبارًا من 12 يونيو 2019، تم تصنيف 32 يومًا على أنها أجزاء من الموجة الحارة، مما يجعلها ثاني أطول فترة مسجلة على الإطلاق.
نتيجة لارتفاع درجات الحرارة وعدم كفاية الاستعداد، توفي أكثر من 184 شخصًا في ولاية بهار، مع الإبلاغ عن العديد من الوفيات في أجزاء أخرى من البلاد. في باكستان، توفي خمسة أطفال بعد التعرض الشديد للحرارة. تزامنت موجة الحر مع الجفاف الشديد ونقص المياه في جميع أنحاء الهند وباكستان. في منتصف يونيو، جفت الخزانات التي كانت تزود تشيناي سابقًا، مما أدى إلى حرمان الملايين. تفاقمت أزمة المياه بسبب ارتفاع درجات الحرارة وعدم الاستعداد، مما تسبب في احتجاجات ومعارك بين السكان أدت في بعض الأحيان إلى القتل والطعن.

## خلفية

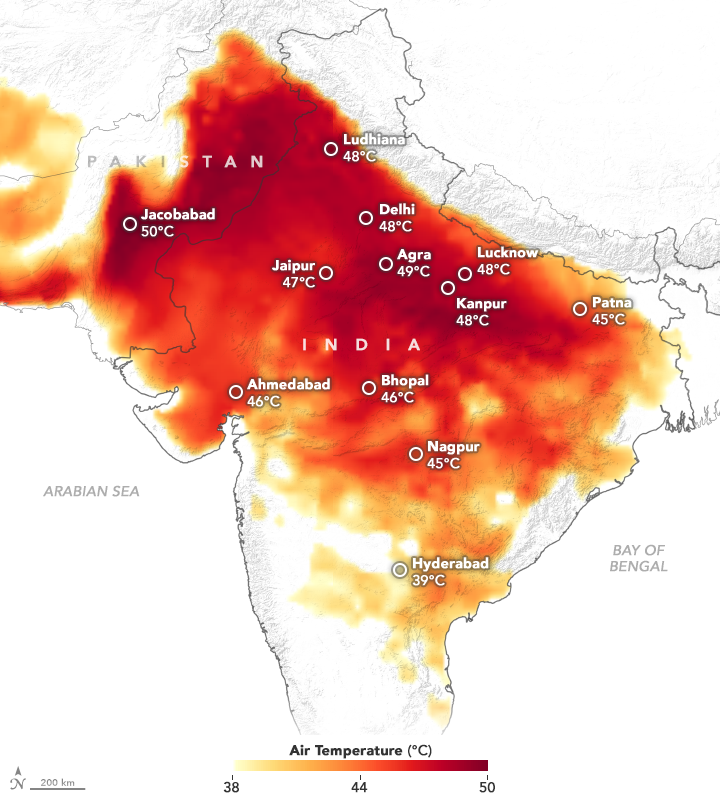
خريطة المناطق المتضررة من موجة الحر حسب مرصد الأرض التابع لناسا.

أصبحت موجات الحرارة في جميع أنحاء العالم أكثر حدة وتكرارًا بسبب تغير المناخ الذي يتأثر به الإنسان والاحترار العالمي. منذ عام 2004، شهدت الهند وباكستان 11 عامًا من أكثر 15 عامًا سجلت فيها درجات الحرارة. زاد تواتر ومدة موجات الحرارة في الهند وباكستان. حدد المعهد الهندي للأرصاد الجوية المدارية العديد من العوامل المساهمة، بما في ذلك "إل نينيو مودوكي"، وهي ظاهرة إل نينيو الغير المنتظمة التي يكون فيها وسط المحيط الهادئ أكثر دفئًا من الجزء الشرقي، وفقدان الغطاء الشجري، مما يقلل الظل، ويزيد درجات الحرارة، ويقلل من الرطوبة في التربة، مما يؤدي إلى تقليل التبخر وزيادة نقل الحرارة إلى الغلاف الجوي.
استجابة للعدد المتزايد من الوفيات الناجمة عن موجات الحر، بدأت الحكومة الهندية، على الرغم من عدم معالجة الأسباب الجذرية، في تنفيذ تدابير تهدف إلى إنقاذ الأرواح في عام 2013. في أحمد آباد، على سبيل المثال، تم تخفيض أيام الدراسة وتوقفت برامج العمل الحكومية وتم توزيع المياه مجانا في المناطق المزدحمة. تم فتح الحدائق العامة خلال النهار حتى يتمكن الناس من البحث عن الظل. قدر أستاذ الصحة العامة بارثاساراثي جانجولي أن 800 شخص ماتوا في 2014 نتيجة لهذه السياسات.
في الهند، يبدأ موسم الرياح الموسمية الممطرة عادةً في 1 يونيو. ومع ذلك، في عام 2019، تأخر الموسم لمدة سبعة أيام وبدأ في 8 يونيو. عندما حدثت، حققت الرياح الموسمية تقدمًا بطيئًا وجلبت الأمطار فقط إلى 10-15 ٪ من البلاد بحلول 19 يونيو. في العادة، كان ثلثا البلاد قد تلقى أمطارًا موسمية بحلول هذا الوقت. أدى نقص الأمطار إلى تفاقم ظروف الموجات الحارة وزيادة ندرة المياه.

## التأثير
تسببت موجة الحر في وفيات وحالات مرضية متعددة. اعتبارًا من 31 مايو 2019، تم الإبلاغ عن 8 حالات وفاة و 456 حالة مرضية بسبب ارتفاع درجات الحرارة في ولاية ماهاراشترا، و 17 حالة وفاة على الأقل في تيلانغانا، و 3 حالات وفاة و 433 حالة إصابة بضربة شمس في ولاية أندرا برديش. في 10 يونيو 2019، عُثر على ثلاثة ركاب ميتين في قطار عند وصوله إلى جانسي، بسبب الحرارة الشديدة على ما يبدو. وعُثر على راكب رابع في حالة حرجة ونقل إلى المستشفى حيث توفي بسبب ارتفاع درجة الحرارة. وفي ولاية بهار، بلغ عدد الوفيات بسبب ارتفاع درجات الحرارة 184 حالة في 18 يونيو وفقًا لقناة الجزيرة، بينما بلغ عدد القتلى وفقًا لزي نيوز 139 في 19 يونيو 2019.
حطمت درجات الحرارة المرتفعة الأرقام القياسية أو كادت تحطمها في مدن مختلفة عبر الهند وباكستان. في وقت من الأوقات، كان 11 من أصل 15 مكانًا دافئًا في العالم تقع جميعها في البلاد. في 2 يونيو 2019، سجلت مدينة شورو درجة حرارة 50.8 درجة مئوية (123.4 درجة فهرنهايت)، أي خمس درجة مئوية فقط أقل من أعلى درجة حرارة على الإطلاق في البلاد، 51 درجة مئوية (124 درجة فهرنهايت) خلال عام 2016 موجة حرارية. في 9 يونيو 2019، وصلت الله أباد إلى 48.9 درجة مئوية (120.0 درجة فهرنهايت)، محطمة بذلك الرقم القياسي السابق على الإطلاق. في 3 و 4 يونيو 2019، وصلت درجة الحرارة في جاكوب آباد إلى 49 درجة مئوية (120 درجة فهرنهايت) مما يجعل أعلى درجة حرارة في باكستان على الإطلاق. في 10 يونيو 2019، وصلت درجة الحرارة في دلهي إلى 48 درجة مئوية (118 درجة فهرنهايت)، وهو رقم قياسي جديد للمدينة في شهر يونيو. في نفس اليوم، بلغ ذروة استخدام الطاقة في دلهي 6686 ميجاوات، محطمة جميع الأرقام القياسية السابقة. في 29 يونيو 2019، وصلت درجة الحرارة في إسلام آباد وراولبندي إلى 42 درجة مئوية (108 درجة فهرنهايت).
العدد الإجمالي للوفيات غير معروف. وللمقارنة، قتلت موجة الحر الأوروبية عام 2003 ما يقدر بـ 35.000-70.000 شخص، وكانت درجات الحرارة أقل بقليل مما كانت عليه في الهند وباكستان. في فسيولوجيا درجة حرارة الإنسان، يقال إن درجات الحرارة الأساسية البالغة 40.0 أو 41.5 درجة مئوية (104.0 أو 106.7 درجة فهرنهايت) هي حمى من نوع فرط الحموضة، وتعتبر حالة طبية طارئة لأن درجة الحرارة قد تؤدي إلى مشاكل بما في ذلك تلف دائم في الدماغ أو الوفاة.

### الجفاف وشح المياه
حدثت موجات جفاف ونقص في المياه في ولايات متعددة عبر الهند وباكستان، مما أدى إلى تفاقم ظروف موجة الحر. في تشيناي، ملايين الأشخاص لا يحصلون على المياه بشكل ثابت. أدى نقص مياه الأمطار والمياه الجوفية إلى جفاف أربعة خزانات تغذي المدينة تمامًا. أدى عدم القدرة على تلبية الطلب على المياه إلى إغلاق الشركات مثل الفنادق والمطاعم. تنقل صهاريج المياه من مناطق تاميل نادو غير المتأثرة بالجفاف المياه إلى بعض مناطق المدينة. ومع ذلك، قد يستغرق ظهور الصهاريج الحكومية ما يصل إلى شهر بعد الطلب، لذلك اختار بعض السكان الأثرياء وأصحاب الأعمال دفع ثمن صهاريج المياه الخاصة الباهظة الثمن. الفقراء الذين يعيشون في الأحياء الفقيرة ليس لديهم هذا الخيار؛ قد تتلقى عائلة في الأحياء الفقيرة في تشيناي ما لا يزيد عن 30 لترًا (7.9 جالونًا أمريكيًا) من الماء يوميًا مقارنة بأسرة أمريكية متوسطة تستخدم 1100 لترًا (290 جالونًا أمريكيًا) من الماء يوميًا. في كويمباتور، تم القبض على ما لا يقل عن 550 شخصًا لاحتجاجهم على حكومة المدينة لسوء إدارة أزمة المياه. كما حدثت نزاعات حول الوصول إلى المياه في جميع أنحاء الهند.
في 7 يونيو 2019، طعن ستة أشخاص في جهارخاند أثناء قتال بالقرب من صهريج مياه، وقتل رجل في معركة مماثلة في تاميل نادو. وفي ماديا براديش في 5 يونيو، أدى شجار على المياه إلى إصابة رجلين بجروح خطيرة، بينما تعرض سائق صهريج مياه في معركة منفصلة في اليوم السابق للضرب. في أوائل يونيو، تم العثور على 15 قردا ميتا في غابة في ولاية ماديا براديش، ربما نتيجة لموجة الحر. يقول الطبيب البيطري آرون ميشرا إن هذا ربما حدث بسبب نزاع على المياه مع مجموعة أكبر من 30 إلى 35 قردا. وقال ميشرا إن هذا نادر وغريب لأن الحيوانات العاشبة لا تشارك عادة في مثل هذه النزاعات.